# Gaggia

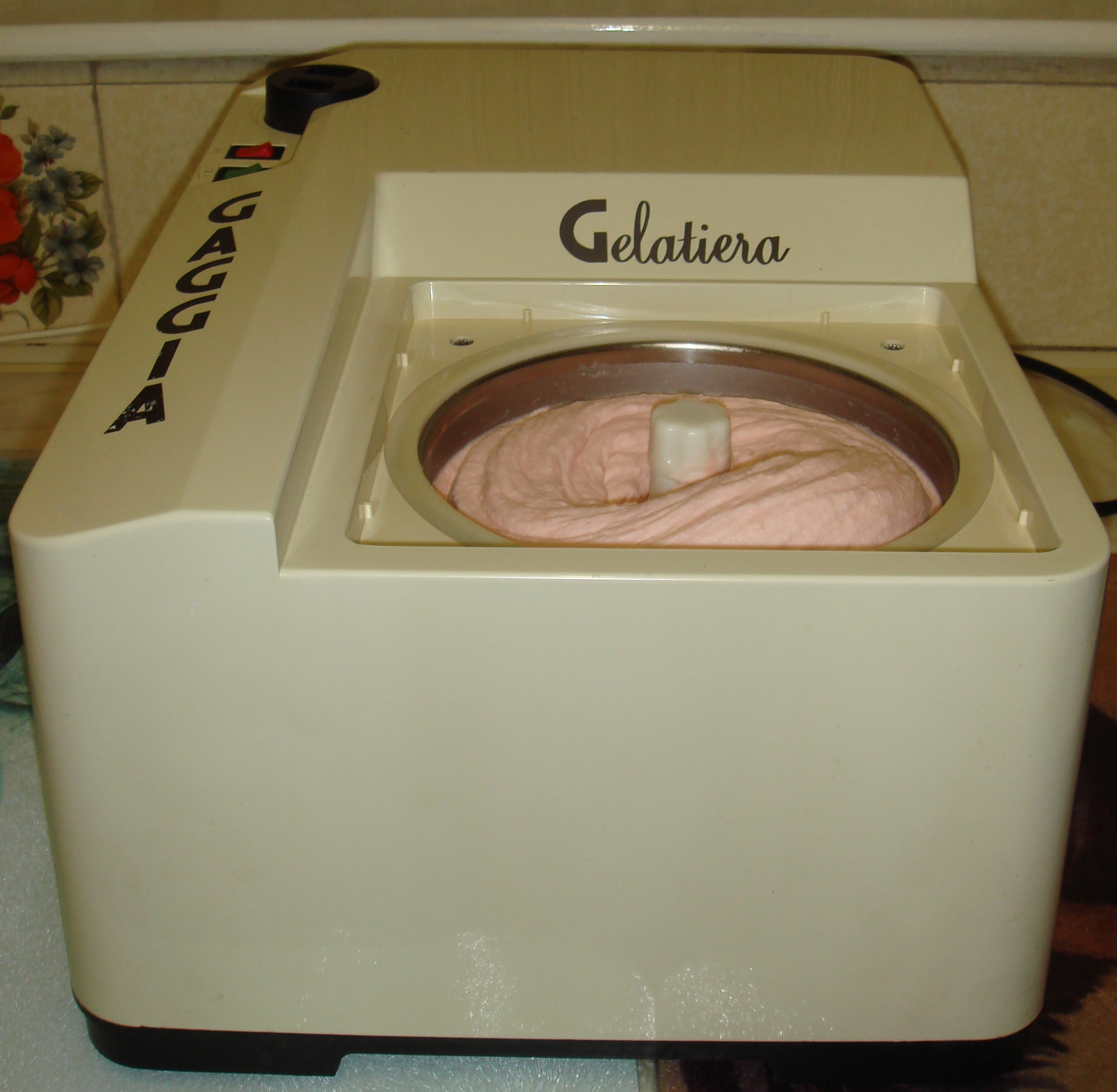
Gaggia glassmaskin

Gaggia S.p.A är en tillverkare av hushållsapparater i Milano i Italien. Gaggia tillverkar för både privathushåll och kaféer, bland annat espressomaskiner.

## Maskiner för hemmabruk
Gaggia grundades av Achille Gaggia i slutet av 1940-talet. Sedan 1977 producerar Gaggia espressomaskiner ägnade för hemmabruk med små yttermått och snabba uppvärmningstider.
Nästan alla av Gaggias moderna hemmamaskiner använder en stor del gemensamma delar såsom samma portafilterfattning, grupp, kokare och vibrationspump. Någonting som de billigaste maskinerna däremot saknar är en s.k. trevägsventil som minimerar kaffestänk och spill när portafiltret tas bort efter extraheringen (bryggningen).